# 冯耿光

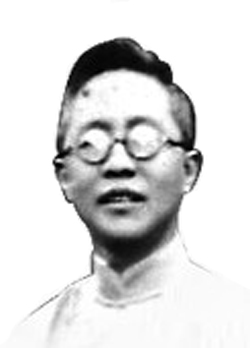

冯耿光（1882年—1975年），字幼伟，广东番禺人。清朝军事将领，中华民国银行家。

## 生平

### 从清军将领到民国官员
冯耿光生于1882年（清朝光绪八年。一说生于1880年，清朝光绪六年）。1899年（光绪二十五年）作为福建官费生留学日本，入日本陆军士官学校步兵科第二期。毕业归国后，冯耿光由清朝陆军部分发至福建马尾要塞担任司令。1907年，冯耿光改任军谘处第二司司长兼第四司司长。当时，冯国璋任军谘处正使。
1911年武昌起义爆发后，1912年在英国公使调停下，南北议和开始，冯耿光被清政府指派为北方代表之一，与北方全权代表唐绍仪一道赴上海，与革命军代表议和。后來唐绍仪被辞职，冯耿光便辞官，1912年1月8日，取得批准。
1912年，中华民国临时大总统袁世凯任命冯耿光为总统府顾问兼山东临城矿务局督办。由此，冯耿光脱离军界。1915年袁世凯称帝，进步党人梁启超与蔡锷发起护国战争。中法实业银行董事王克敏也参与了梁启超、蔡锷等人的反袁秘密活动。1916年春，冯耿光赴天津公干，入住利顺德饭店。当时，冯耿光在天津遇到王克敏，王克敏之父与冯耿光家为世交，冯耿光与王克敏也是老熟人，王克敏遂邀请冯耿光赴梁启超、蔡锷的同僚蹇念益处。在蹇念益的劝说下，冯耿光赴南京，成功游说江苏都督冯国璋反袁。

### 出任中国银行总裁
1917年7月，张勋复辟失败，冯国璋出任代理大总统，有意让冯耿光任陆军次长。但冯耿光已从军界脱离多年，无意再出任军职。中国银行总裁王克敏于1917年12月出任财政部长，难再兼任中国银行的职务，遂约请冯耿光接任中国银行总裁。1918年2月17日，中国银行召开第一次股东大会，冯耿光当选为董事。2月24日，大总统冯国璋任命冯耿光为中国银行总裁，张嘉璈为副总裁。2月26日，冯耿光、张嘉璈到行就职。冯耿光担任中国银行总裁一直到1922年6月。在担任中国银行总裁期间，冯耿光积极帮助中国银行解决京钞不能兑现的问题。
1917年11月，代理大总统冯国璋公布中国银行新则例，修改中最重要者为扩大商股职权，使决定总裁、副总裁的权力由政府转入大股东手中。 1918年8月，皖系操纵的安福国会产生。为掌握中国银行，皖系准备恢复旧则例，仍使中国银行受政府控制。起初有国会参议员提出，新则例仅由代理大总统冯国璋命令公布，未经国会讨论，提请将新则例提交国会讨论。新则例提交国会之后，安福派议员认为，中国银行既然具有中央银行的性质，便应由政府负完全责任，总裁应当向政府负责，而不应当由股东选举产生。因安福系占据国会多数席位，故1919年4月28日国会众议院通过决议，恢复1913年的中国银行则例，并于6月14日经参议院通过，从而引发新旧则例之争。中国银行方面支持维持新则例。大总统徐世昌要求财政部门审慎处理此事。财政总长龚心湛特邀中国银行副总裁张嘉璈与皖系的徐树铮举行会谈。经过张嘉璈力争，终于获得龚心湛和徐树铮的理解。最终决定，参众两院议案暂不公布，另将中国银行的股本增加至3000万元。其后，安福系议员乃于1919年12月攻击中国银行总裁、副总裁“贪利、违法、渎职、殃民”，要求进行查办。国会通过后，将此案咨送总统府，徐世昌请国务总理靳云鹏审慎办理，并且经过内阁会议议决，交由主管部议复。靳云鹏派出财政部人员进行调查后，认为议员所控各节，并无实据。1920年4月，安福系人员在中国银行股东大会上不许股东投票，并殴打股东，还提出修改中国银行章程，安福系应当在修改委员会中占据多数，不允许增加商股。随后，由于皖系在1920年7月的直皖战争中失败，此事不了了之，新则例获得维持。
1921年11月，中国银行、交通银行挤兑风潮爆发，波及全中国。挤兑风潮发生之后，负责北京治安的京畿卫戍总司令王怀庆于当天深夜会同内务部、京师警察厅官员，约请中国银行总裁冯耿光、副总裁张嘉璈，交通银行总经理曹汝霖、副总经理任振采等人谈话。经中国银行、交通银行的上述负责人向王怀庆等人说明了挤兑风潮发生原因，王怀庆等人同意尽力维持北京治安，并要求中国银行、交通银行尽快解决该事。11月18日，财政部电令北京、天津有关单位“转饬所属，凡中国交通银行钞票一律收用，毋得拒绝，以维金融而安市面。”京畿卫戍总司令王怀庆为此提出紧急办法。王怀庆还派警察沿街巡查，维持秩序。后经中国金融界、商界等维持，中国银行北京、天津两分行又向上海分行经理宋汉章求助，宋汉章紧急调运现洋接济，美国、英国等国出面否认“共管”之说，人心逐渐安定。11月26日、12月1日，中国银行张家口、天津分行恢复无限制兑现，1922年1月6日，交通银行张家口、天津分行恢复无限制兑现。挤兑风潮平息。
经过此次挤兑风潮，冯耿光萌生退意。1922年6月，冯耿光辞去中国银行总裁一职，改任常务董事。中国银行第二届董事会推举王克敏担任中国银行总裁，张嘉璈留任副总裁。

### 再任中国银行总裁
1925年，中国银行香港分行经理贝祖贻致信北京总行，报告广州国民政府有苏联等国际援助，应当重视。1926年7月，广州国民政府发动的北伐战争爆发，北洋军不断败退。此时，贝祖贻再次致信报告称：广州国民政府向广东银钱业借款80万元，雇佣挑夫挑过大庾岭，作为中央银行的发行准备金，贝祖怡还称：“北伐军力雄厚，组织严密，胜利有百分之百的把握，可以打败北洋军阀。”王克敏、张嘉璈、冯耿光三人经过商量，乃决定派冯耿光以回家乡探亲为名，赴广东了解形势。从广东回北方时，冯耿光途经南京，被东南联军总司令孙传芳请到联军总部谈话。回到北京后，冯耿光向王克敏、张嘉璈介绍了南方的情况。三人认为中国银行总应当有个靠山，乃决定左右逢源，王克敏与冯耿光留在北方，联络北洋军阀；张嘉璈回上海，就地联络并暗中接济中国国民党。此时，恰逢中国银行总裁金还因病休养，冯耿光乃被推为中国银行代理总裁。
1928年6月，国民革命军占领北京，北京政府倒台。中国银行從一九一六年停兌以後，信用破產，經過十一年的努力經營，在金融界已有相當力量。同年10月5日，国民政府以迅雷不及掩耳颁布《中央银行条例》，规定中央银行为国家银行，中国银行则由原北京政府的中央银行改组为「特许的国际汇兑银行」，把國家銀行的職能拱手讓給中央銀行。自此，中国银行由国家银行变为专业银行，成为股份有限公司，加入官股，总行改设于上海。冯耿光把北京的房子賣掉，舉家南下。冯辞去了中国银行总裁职务，专任中国银行常务董事，并且不再到行办事。此后，冯耿光历任新华银行董事长，大陆银行保险公司、中国农工银行、联华影业公司的董事。
南京国民政府力图在金融业建立中央集权制，将金融作为政府的工具，冯耿光对此很不满。在担任中国银行常务董事期间，冯耿光与中国银行董事长宋子文虽然多有接触，但经常发生矛盾。抗日战争胜利后，宋子文免去了冯耿光的中国银行董事职务。后经孔祥熙转圜，中国银行改聘冯耿光为高等顾问。

### 晚年生涯
1949年4月，中国人民解放军占领南京，并进军上海。中国银行总经理席德懋率领部分员工迁往香港。席德懋请宋汉章托人通知冯耿光赴香港，但冯耿光继续留在上海。
中华人民共和国成立后，冯耿光仍为中国银行公私合营后的私股董事，并撰写回忆录。
1975年，冯耿光在上海病逝，享年93岁。

## 逸事
冯耿光是北京梅兰芳的“缀玉轩”书房中的常客，除了冯耿光以外，常来此者还有齐如山、吴震修、李释戡，画家王梦白，诗人罗瘿公等人。他们是梅兰芳身后的文人圈子。
冯耿光是梅兰芳一生最重要的支持者，终身捧梅兰芳，是梅兰芳的经济支柱。冯耿光结识梅兰芳时，梅兰芳只有14岁，么书仪说冯耿光是梅兰芳的“老斗”。梅兰芳早年的住宅芦草园，便是冯耿光所赠。梅兰芳称冯耿光为“六爷”，“凡百设施，皆赖以维持”。1930年，梅兰芳率二十余人赴美国演出，经费全部自筹。在北京，冯耿光、吴震修、周作民、钱新之协助筹款五万元，同时，冯耿光在上海又筹款五万元。临启程前，由于美国发生大萧条，需要更多资金，冯耿光乃又在金融界筹款五万元，梅剧团方成行。 1935年，梅兰芳访问苏联及欧洲，先由冯耿光、史量才、张公权、钱新之、陈光甫、梅兰芳组成中国戏剧协进会，由协进会筹款十万元，梅兰芳个人负担三万元，国民政府财政部拨款五万元，从而解决了访问经费问题。
冯耿光还为梅兰芳介绍了福芝芳为妻。1950年代时，梅兰芳称自己“一生的事业中受他（冯耿光）的影响很大，得他的帮助也最多。”